# Ida Guehai
Ida Rebecca Guehai (* 15. Juli 1994 in Guiberoua) ist eine ivorische Fußballspielerin. 

## Karriere

### Verein
Elloh startete ihre Karriere mit Academie de Sefa. Nachdem sie bei Academie de Sefa, sämtliche Jugendteams durchlaufen hatte, wechselte sie im Frühjahr 2009 in der Ligue 2 zu Sisters of Eleven Gagnoa. Im Januar 2012 verließ sie  die Sisters of Eleven und wechselte zum Ligue 1 Verein Juventus de Yopougon.

### Nationalmannschaft
Seit November 2011 steht sie im Kader der Ivorische Fußballnationalmannschaft der Frauen und wurde am 26. Oktober 2012 für den Coupe d’Afrique des nations féminine de football nominiert.